# Uranotaenia metatarsata
Uranotaenia metatarsata är en tvåvingeart som beskrevs av Edwards 1914. Uranotaenia metatarsata ingår i släktet Uranotaenia och familjen stickmyggor. Inga underarter finns listade i Catalogue of Life.